# Hladno zavarivanje pritiskom
Hladno zavarivanje pritiskom je postupak zavarivanja na sobnoj temperaturi samo mehaničkom energijom ili pritiskivanjem obaju dijelova koji se zavaruju, jednog prema drugom. Izvodi se većinom bez dodatnog materijala. Plastičnom deformacijom i kristalizacijom na mjestu zavarenog spoja nastaje metalni spoj (zavar). Deformacije iznose i do 200% pri sučeljnom zavarivanju pritiskom, a pri preklopnom točkastom i kolutnom (disk) zavarivanju pritiskom do 90%. Za ovaj postupak najprikladniji su mekši materijali kao što su aluminij, nikal, titanij, meki čelik i drugi, odnosno materijali s kubnom plošno centriranom kristalnom rešetkom. Legure tih metala su teže hladno zavarive pritiskom. Hladno zavarivanje pritiskom se koristi za zavarivanje električnih vodiča (npr. bakar s aluminijem), kućišta poluvodiča, cijevi, posuda i drugo.

## Hladno zavarivanje pritiskom u prirodi
Neki veliki zlatni grumeni, koji su pronađeni u prirodi, su nastali hladnim zavarivanjem pritiskom, jer zlato nema zaštitnu prevlaku oksida na površini (kao npr. aluminij). Takvi zlatni grumeni su pronađeni obično u rijekama ili potocima, gdje je hidroenergija toka potoka i rijeka, uspjela stvoriti dovoljnu silu za spajanje. 

## Nanotehnologija i hladno zavarivanje pritiskom
Znanstvenici su primijetili da vrlo tanke zlatne žice (promjera manjeg od 10 nm) mogu biti u par sekundi spojene hladnim zavarivanjem pritiskom, i to bez značajnije primjene sile. Takav zavareni spoj izgleda pod elektronskim mikroskopom gotovo savršeno. Hladno zavarivanje pritiskom u nanotehnologiji je izvedeno između zlata i srebra, srebra i srebra i drugih materijala.